# رودني ماكجرودر
رودني ماكجرودر (بالإنجليزية: Rodney McGruder)‏ مواليد 29 يوليو 1991 في ماريلند، هو لاعب كرة سلة أمريكي. بدأ مسيرته الاحترافية في سنة 2013. يلعب مع ميامي هيت في الرابطة الوطنية لكرة السلة. يحمل الرقم 17. يبلغ طوله 6 قدم 4 بوصة (1.9 م). لعب مع مين ريد كلوز وميامي هيت.

## روابط خارجية
- رودني ماكجرودر على موقع إن بي أي (الإنجليزية)
- رودني ماكجرودر على موقع سبورتس رفرنس (الإنجليزية)
- رودني ماكجرودر على موقع كرة السلة الأوروبية.كوم (الإنجليزية)
- رودني ماكجرودر على موقع إي إس بي إن.كوم (الإنجليزية)
- رودني ماكجرودر على موقع كلية كرة السلة في سبورتس رفرنس.كوم (الإنجليزية)
- رودني ماكجرودر على موقع ريلجم (الإنجليزية)
- رودني ماكجرودر على موقع بروبوليرز (الإنجليزية)
- رودني ماكجرودر على موقع سبورتس رفرنس (الإنجليزية)